# Ceanothus tomentosus
Ceanothus tomentosus är en brakvedsväxtart som beskrevs av Charles Christopher Parry. Ceanothus tomentosus ingår i släktet Ceanothus och familjen brakvedsväxter. Inga underarter finns listade i Catalogue of Life.